# Christian Rivera
Christian Rivera, né le 9 juillet 1997 à Gijón (Asturies, Espagne), est un footballeur espagnol qui joue au poste de milieu relayeur.

## Biographie

### En club
Christian Rivera se forme dans les catégories inférieures du Sporting de Gijón.
En 2014, il rejoint le grand rival du Sporting, le Real Oviedo. Il débute avec l'équipe première d'Oviedo le 16 mai 2015 face au Coruxo FC. Il marque son premier but comme professionnel le 17 octobre 2015 face à l'AD Alcorcón en deuxième division.
Le 1er juillet 2016, il signe un contrat avec la SD Eibar, avec qui il joue 24 matches en Liga.
Le 11 janvier 2018, il est prêté au FC Barcelone B (D2).
Le 31 juillet 2018, il s'engage pour quatre saisons avec l'UD Las Palmas, qui évolue alors en deuxième division.
Le 25 octobre 2018, il est prêté par l'UD Las Palmas pour une saison au SD Huesca, pour pallier la blessure de Luisinho.

### En équipe nationale
Il a évolué avec l'équipe d'Espagne des moins de 19 ans.